# Hypoflavia
Hypoflavia is een geslacht van korstmossen behorend tot de familie Caliciaceae. De typesoort is Hypoflavia velloziae.

## Soorten
Volgens Index Fungorum telt het geslacht drie soorten (peildatum januari 2022):
| Soortnaam            | Auteur(s)                       | Publicatiejaar |
| -------------------- | ------------------------------- | -------------- |
| Hypoflavia andicola  | (Müll. Arg. ex Zahlbr.) Marbach | 2000           |
| Hypoflavia crustosa  | Aptroot                         | 2007           |
| Hypoflavia velloziae | (Kalb) Marbach                  | 2000           |